# Рибник (притока Стрию)
Ри́бник — річка в Україні, у межах Дрогобицького району Львівської області. Права притока Стрию (басейн Дністра).

## Опис
Довжина річки 3,6 км (разом з Рибником Майданським — 22,6 км), площа басейну 159 км². Річка типово гірська. Долина вузька, частково заліснена. Заплава часто одностороння. Річище слабозвивисте, з кам'янистим дном і перекатами. Характерні паводки після сильних дощів чи під час відлиги. 

## Розташування
Рибник утворюється злиттям річок Рибник Майданський і Рибник Зубрицький у північній частині села Майдан. Тече між горами Сколівських Бескидів на північ, у пригирловій частині — на північний схід. Впадає до Стрию в межах північно-східної частини села Рибника.